# José María Ullrich Rojas
José María Ullrich Rojas (Madrid, 11 de marzo de 1929- San Roque, Cádiz, 28 de agosto de 2020) fue un embajador español, destinado en Irak, Hungría, Pakistán y Afganistán.

## Biografía
El embajador Ullrich Rojas fue académico y posteriormente presidente de honor de la Academia de la Diplomacia del Reino de España. También fue miembro del Patronato del Tercer Centenario de San Roque, a través del cual se desarrollaron diversos actos en 2006 en esa localidad gaditana.
Defensor del Campo de Gibraltar, era gran conocedor de la realidad del contencioso que España mantiene abierto por la colonia británica.
Fue embajador en Irak desde el 23 de abril de 1976 hasta el 15 de diciembre de 1978; embajador en Hungría desde el 9 de marzo de 1983 hasta el 23 de mayo de 1986; embajador en Pakistán del 30 de agosto de 1991 hasta el 11 de marzo de 1994.